# 小行星2402
小行星2402（2402 Satpaev）是一颗围绕太阳公转的小行星。1979年7月31日，尼古拉·切爾尼赫在克里米亚发现了此天体。
該小行星以哈薩克地質學家卡內甚·薩特帕耶夫命名。
这颗小行星的绝对星等为64.47790等。